# 養育館

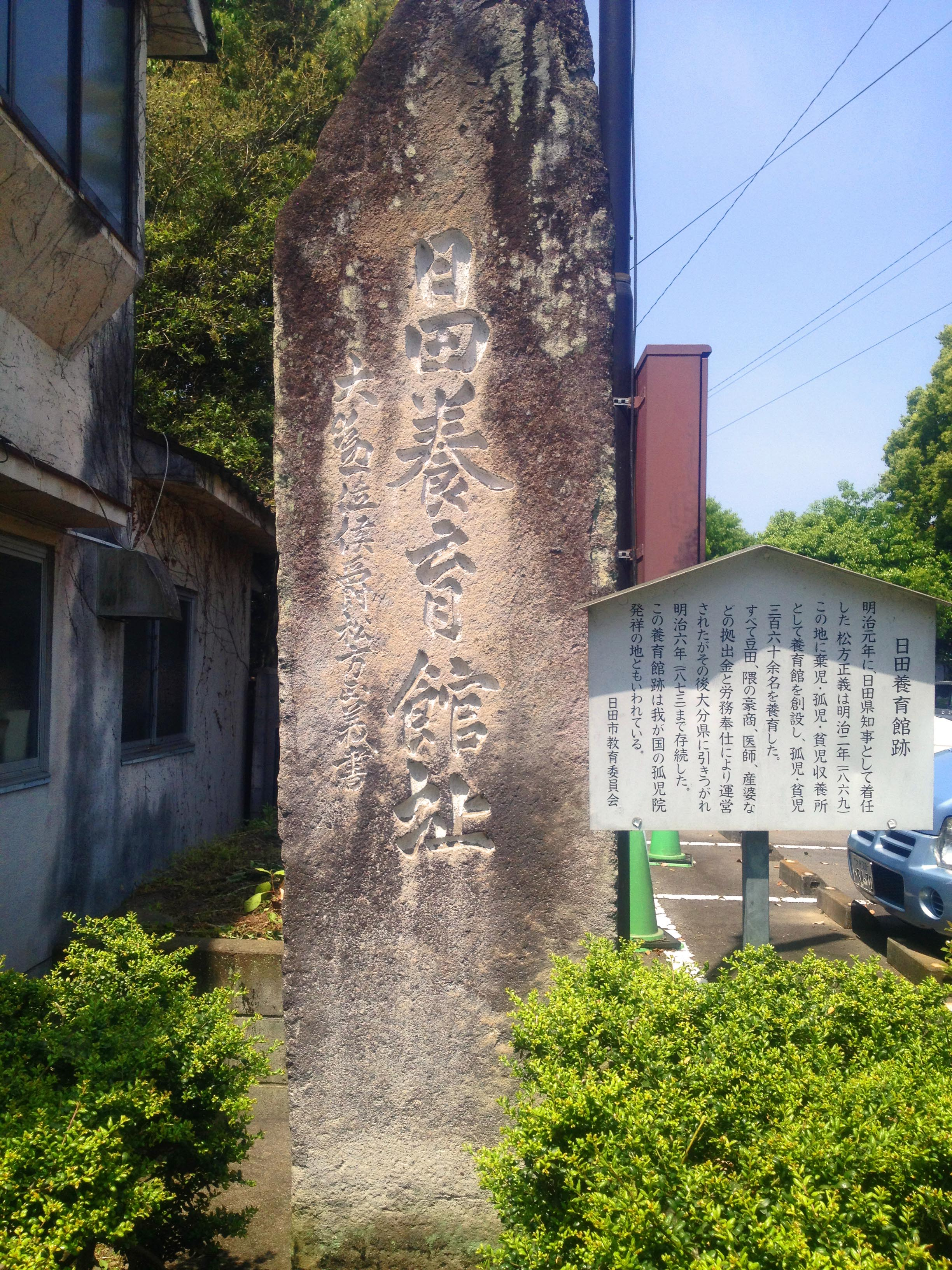
日田養育館跡碑。碑文は松方正義による。

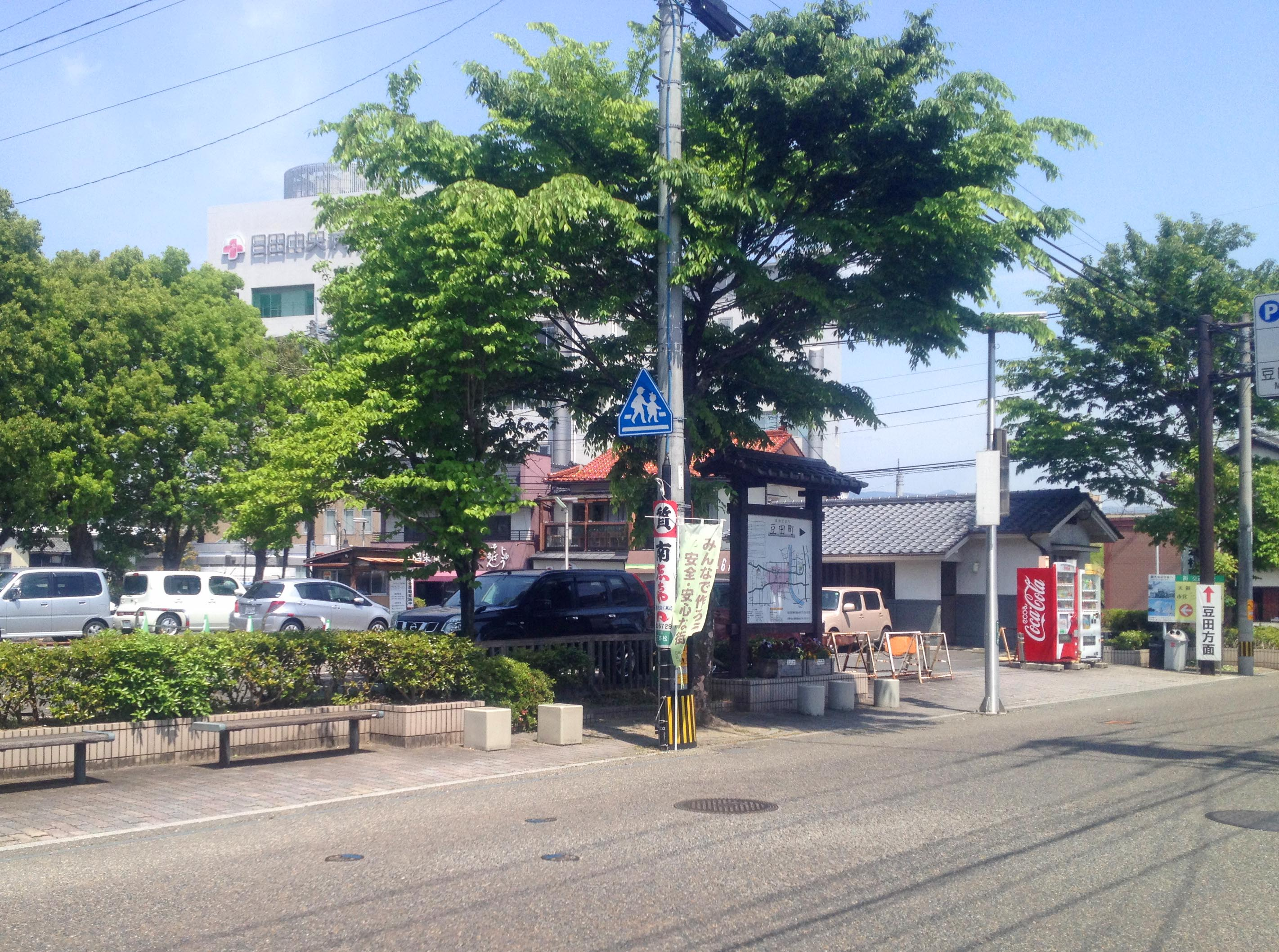
養育館のあった日田市営三本松駐車場

養育館（よういくかん）は、当時の日田県が豊後国日田郡北豆田村に設置した、捨て子などの養育が必要な幼児を収容して保育するための施設である。あわせて孤児や貧窶児（ひんくじ）を収容したため、近代日本において最初の孤児院であるとされる。

## 創設
日田県の初代知事として赴任した松方正義が、当時の日田県内で慣習的に行われていた堕胎の防止を医師や産婆などに促したが効果がなかったため、堕胎の禁止と罰則を告示し、及び捨て子などの収容施設の設置を構想した。構想には、諫山東作の進言や宇佐郡四日市の医師である渡辺方策の上申があったとされ、また貧困家庭の出産に20年間寄付金を与え続けた実績のある加布里村の政右衛門に諮問している。明治2年（1869年）に設立され、同年6月6日に古家を利用した仮施設から日田郡南豆田村島畑の新館舎に移った。

## 活動
施設費用は松方の私財が投じられ、館の養育掛長以下、産婆や医師など関係者は無報酬で活動した。設立から3年後までに、野合懐胎の保胎登録が366人、養育館の監督下においた家庭で育てたのが169人、収容された合わせて139人の孤児や捨て子が養育された。明治3年（1870年）6月の貧窶児収容法の改正と日田県の大分県への合併、日田の経済悪化によって明治6年（1873年）に閉鎖された。